# Ludus de nato Infante mirificus
Ludus de nato Infante mirificus (Spettacolo sulla nascita del bambino prodigioso ) è un'opera natalizia del compositore tedesco Carl Orff, rappresentata per la prima volta l'11 dicembre 1960 al Stuttgart State Theater di Württemberg.

## L'opera
Musicalmente parlando, l'opera è ampiamente influenzata dalle tradizioni musicali natalizie bavaresi, nonostante delle sagge e inusuali scelte caratterizzano il lavoro di Orff, in particolare l'utilizzo dell'accompagnamento musicale di arpa e chitarra, che dettano un'angelica cornice contemplativa, e per la dimensione che è conferita al Natale, ossia come l'apoteosi di un cambiamento che diviene vero e proprio evento cosmico.
Nella trama, L'uomo è bloccato nel bel mezzo dei poteri buoni (incarnati dagli angeli invisibili) e le forze del male, incarnati dalle streghe. Solo dopo un'attenta autoanalisi, di coscienza e di fede, l'uomo sceglierà la via giusta. L'opera altro non è che un estratto dalla Comoedia de Christi Resurrectione, l'opera per la Pasqua dello stesso Orff.
Nel luglio del 1971 a Monaco di Baviera vi è stata una seconda versione dell'opera diretta dallo stesso Orff. Fra gli interpreti hanno partecipato Elfie Pertramer, Maxie Graf, Fritz Strassner, Ludwig Schmid-Wildy, Gustl Weishappel e i bambini del coro Tölzer Knabenchors.

## Ruoli
- Una Strega
- Una Strega
- Pastore
- Una vecchia strega
- Bambini sotto la neve
- Coro di angeli dal cielo
- Ragazzi e voci delle donne
- Voci dei fiori dormienti
- Voce della Madre Terra

| Controllo di autorità | VIAF (EN) 183835100 · GND (DE) 300116020 · BNF (FR) cb139816162 (data) |